# الفرع العميق للعصب الأخمصي الوحشي
الفرع العميق للعصب الأخمصي الوحشي هو فرع عضلي يصحب الشريان الأخمصي الوحشي على السطح الداخلي للعضلات المثنية والعضلة المقربة لإبهام القدم. يعصب هذا الفرع جميع العضلات بين العظام باستثناء تلك التي في الحيز الرابع بين العظام، بالإضافة للعضلات الخراطينية للقدم الثانية والثالثة والرابعة والعضلة المقربة لإبهام القدم.